# Rotersand
Rotersand je njemački futurepop sastav, s utjecajem progressive trance i techna. 

## Životopis
Rotersand su 2002. godine osnovali Gunther Gerl i Rascal Nikov, te im se nedugo nakon osnutka pridružuje Krischan J.E. Wesenberg. Probijaju se na scenu s EPom 'Merging Oceans' 2003. Iste godine izdaju svoj prvi album 'Truth is Fantastic'.

Godine 2005. izdaju sigl 'Exterminate Annihilate Destroy', te drugi album 'Welcome To Goodbye'. Oba izdanja dosežu broj 1 na DAC-ovoj (Deutsche Alternative Charts) ljestvici.
 Treći album, '1023', izlazi 2007. 

Nastupali su na većim festivalima poput Wave Gotik Treffen, Dark City Festival, Infest festival i M'era Luna, gdje im se na pozornici pridružio Mark Jackson iz VNV Nation. S Assemblage 23 i Covenant su odradili turneju po Europi.  

## Diskografija
- Truth Is Fanatic (CD-album, 2003.)
- Merging Oceans (CD-EP, 2003.)
- Electronic World Transmission (Limited 2004. Tour EP)
- Exterminate Annihilate Destroy (CD-Singl, 2005.)
- Welcome To Goodbye (CD-album, 2005.)
- Dare To Live - Perspectives On Welcome To Goodbye (CD-EP, 2006.)
- 1023 (CD, 2007.)
- Social Distortion (Limited 12" vinyl)

## Vanjske poveznice
- Rotersand web stranica
- Myspace profil
- Rotersand na discogs.org